# Yren Rotela
Yren Ailyn Rotela Ramirez, née le 9 janvier 1981, est une militante paraguayenne pour les droits des personnes LGBT et des travailleuses du sexe.

## Biographie
Yren Rotela née le 9 janvier 1981 dans le quartier Obrero d'Asunción, au Paraguay. Elle est la deuxième de sept frères et sœurs. Elle fait son coming-out en tant que femme trans à 14 ans, après quoi elle est expulsée de l'école.

## Carrière professionnelle
En 1999, un cas de répression policière contre les travailleuses du sexe incite Yren Rotela à se consacrer à l'activisme, dénonçant publiquement les abus et les extorsions qui affectent cette communauté. En tant que travailleuse du sexe, elle commence à s'organiser avec ses collègues et, en 2007, cofonde Panambí : Association des personnes travesties, transsexuelles et transgenres, qui adopte sa charte en 2008 et obtient un statut légal en 2009. Elle en est la présidente pendant deux mandats, de 2012 à 2016. Par l'intermédiaire de Panambí, Yren Rotela dénonce les violences et promeut les droits et les revendications des personnes trans.
Elle est une des dirigeantes de la Fédération des femmes du Paraguay, membre du María Rivarola Healthcare Rights Movement, du Forum pour l'éducation, du Groupe consultatif de la société civile de ONU Femmes au Paraguay, du mouvement 8M Paraguay, et est la représentante nationale et internationale responsable du réseau Lactrans d'Amérique latine et des Caraïbes.
En 2015, Amnesty International lui décerne le Prix Peter Benenson pour la défense des droits humains « pour son travail inlassable en faveur de la dignité [des personnes travesties, transsexuelles et transgenres] au Paraguay, sa contribution à la visibilité du drame que ce collectif vit en l'absence de justice et d'impunité dans les crimes de haine et autres violations graves des droits de l'homme. »
Le 17 mars 2015, lors de la réunion n° 154 de la Cour interaméricaine des droits de l'homme, elle fait partie de la délégation qui présente les résultats du rapport « Denuncias de actos de violencia e impunidad contra personas trans en Paraguay » (en français : Rapports d'actes de violence et d'impunité contre les personnes trans au Paraguay) menées par l'association Panambí.
Avec Tamara Amarilla, Gabriela Espinoza et Mariana Sepúlveda, elle est nommée animatrice du Système national des facilitateurs judiciaires (SNFJ) en décembre 2016. Faire partie de cette structure lui permet de défendre les personnes qui ont besoin d'être orientées, et d'agir comme un lien entre elles et les institutions publiques.
Yren Rotela participe à la 47e Assemblée générale de l'Organisation des États américains, tenue à Cancún, au Mexique, en tant que représentante paraguayenne du Réseau des personnes trans d'Amérique latine et des Caraïbes (Redlactrans). A l'Assemblée, la chancelière paraguayenne s'oppose à l'approbation d'un article sur les droits des personnes LGBT.
En septembre 2017, Yren Rotela donne la conférence ¿Nos define el sexo? (« Le sexe nous définit-il ? ») sur la plateforme de conversation Gramo.
Elle est candidate sur la liste du mouvement Kuña Pyrenda pour le Sénat lors des élections générales paraguayennes de 2018. Une partie de son programme est basée sur « la reconnaissance de l'identité de genre des personnes trans, l'accès aux droits économiques, sociaux, culturels, civils et politiques pour l'ensemble de la communauté LGBT et la création d'une loi contre toutes les formes de discrimination. »
En juillet 2018, elle est invitée par le gouvernement des États-Unis à participer à l'International Visitor Leadership Program (IVLP), le principal programme d'échange professionnel du département d'État des États-Unis.

## Changement de prénom
En décembre 2016, en procès civil, Yren Rotela devient la première personne trans, avec Mariana Sepúlveda, à présenter une demande de changement de nom au Paraguay. Cinq mois plus tard, le 11 mai 2017, elle reçoit un avis favorable de la juge civile et commerciale Julia Rosa Alonso Martínez. En vertu de l'article 25 de la Constitution du Paraguay, l'affaire marque une étape importante dans la jurisprudence du pays. Cependant, le bureau du procureur fait appel et l'affaire est toujours devant la chambre des appels civils. En 2022, le Paraguay n'ayant toujours pas accédé à leur demande de changement de prénom, elles décident de porter plainte contre le pays en s'adressant à l'ONU.
À la date d'octobre 2017, le Paraguay n'a pas de loi sur l'identité de genre ou la lutte contre la discrimination.